# Aclopus brunneus
Aclopus brunneus är en skalbaggsart som beskrevs av Wilhelm Ferdinand Erichson 1835. Aclopus brunneus ingår i släktet Aclopus och familjen Aclopidae. Inga underarter finns listade i Catalogue of Life.